# Spathius philippinensis
Spathius philippinensis är en stekelart som beskrevs av William Harris Ashmead 1904. Spathius philippinensis ingår i släktet Spathius och familjen bracksteklar. Inga underarter finns listade i Catalogue of Life.